# Дайти (гора)
Дайти (алб. Dajti) — гора в центре Албании, на восток от столицы страны Тираны. Высота горы 1610 м над уровнем моря. Зимой, когда вершина покрывается снегом, гора становится популярным местом для жителей Тираны, которые редко видят снегопад.
Гора была объявлена национальным парком Албании в 1966 году, а в 2006 году территорию парка расширили до 29,384 гектаров.